# Hans Wiedemann
Hans Wiedemann es un deportista alemán que compitió en piragüismo en la modalidad de aguas tranquilas. Ganó una medalla de plata en el Campeonato Mundial de Piragüismo de 1938, en la prueba de C1 1000 m.

## Palmarés internacional
| Campeonato Mundial | Campeonato Mundial | Campeonato Mundial | Campeonato Mundial |
| Año                | Lugar              | Medalla            | Evento             |
| ------------------ | ------------------ | ------------------ | ------------------ |
| 1938               | Vaxholm (Suecia)   | Medalla de plata   | C1 1000 m          |